# Heath Ledger
Heathcliff Andrew Ledger (4 tháng 4 năm 1979 – 22 tháng 1 năm 2008) là một diễn viên Úc từng đoạt giải Oscar. Sau khi thực hiện các vai truyền hình trong thập niên 1990, Ledger đã phát triển sự nghiệp ở Hollywood. Anh đóng những vai chính trong nhiều phim, bao gồm The Patriot, Monster's Ball, Casanova, Brokeback Mountain và The Dark Knight. Người dân đã phát hiện thấy Ledger đã chết ở một căn hộ tại Manhattan, Thành phố New York vào ngày 22 tháng 1 năm 2008. Nguyên nhân của cái chết là do uống thuốc ngủ quá liều. Heath Ledger bị mất ngủ, và anh đã lạm dụng thuốc để có thể ngủ được, dẫn đến cái chết sớm đầy thương tâm ở tuổi 28.

## Thời trẻ và gia đình
Ledger sinh ra tại Perth, Tây Australia, con trai của Sally Ledger Bell (née Ramshaw), một giáo viên người Pháp và Kim Ledger, một tay lái xe đua và một kỹ sư khai khoáng. Mẹ của Ledger xuất thân từ dòng họ Campbell của Scotland còn cha anh xuất thân từ một gia đình nổi tiếng ở Perth vì họ là chủ của Ledger Engineering Foundry. Heath (Heathcliff) và em gái của anh Katherine được đặt tên theo tên hai nhân vật chính trong Wuthering Heights của Emily Bronte. Quỹ từ thiện Sir Frank Ledger đã được đặt tên theo cố của anh. Ledger học tiểu học tại Trường tiểu học Marys Mount ở Gooseberry Hill, và sau đó là Trường trung học Guildford và trường dự bị cùng tên.

## Sự nghiệp điện ảnh

### Truyền hình
| Năm  | Phim          | Vai diễn     | Ghi chú        |
| ---- | ------------- | ------------ | -------------- |
| 1993 | Ship to Shore | Cyclist      |                |
| 1996 | Sweat         | Snowy Bowles | Series regular |
| 1997 | Home and Away | Scott Irwin  | Guest          |
| 1997 | Roar          | Conor        | Leading role   |

### Phim ảnh
| Năm  | Phim                                | Vai diễn                                                         | Ghi chú |
| ---- | ----------------------------------- | ---------------------------------------------------------------- | --- |
| 1992 | Clowning Around                     | Hề Orphan                                                        | Không được công nhận |
| 1997 | Blackrock                           | Toby                                                             | |
| 1997 | Paws                                | Oberon                                                           | |
| 1999 | Two Hands                           | Jimmy                                                            | Nominated — Film Critics Circle Award for Best Actor Nominated — Australian Film Institute Award for Best Actor in a Leading Role |
| 1999 | 10 Things I Hate About You          | Patrick Verona                                                   | Nominated – MTV Movie Awards (Best Musical Sequence) |
| 2000 | The Patriot                         | Gabriel Martin                                                   | Blockbuster Entertainment Awards — Favorite Male — Newcomer |
| 2001 | Monster's Ball                      | Sonny Grotowski                                                  | |
| 2001 | A Knight's Tale                     | Sir William Thatcher / Sir Ulrich von Lichtenstein of Gelderland | Nominated – MTV Movie Awards (Best Kiss, Best Musical Sequence; both shared with Shannyn Sossamon) |
| 2002 | The Four Feathers                   | Harry Faversham                                                  | |
| 2003 | The Order                           | Alex Bernier                                                     | |
| 2003 | Ned Kelly                           | Ned Kelly                                                        | Nominated — Film Critics Circle Award for Best Actor Nominated — Australian Film Institute Award for Best Actor in a Leading Role |
| 2005 | Casanova                            | Giacomo Casanova                                                 | |
| 2005 | The Brothers Grimm                  | Jacob Grimm                                                      | |
| 2005 | Lords of Dogtown                    | Skip Engblom                                                     | |
| 2005 | Brokeback Mountain                  | Ennis del Mar                                                    | Australian Film Institute International Award for Best Actor Australian Film Institute Awards – Reader's Choice Best Actor Central Ohio Film Critics Association Award for Best Lead Performance Central Ohio Film Critics Association Award for Actor of the Year Las Vegas Film Critics Society Award for Best Actor New York Film Critics Circle Award for Best Actor Phoenix Film Critics Society Award for Best Actor San Francisco Film Critics Circle Award for Best Actor Santa Barbara International Film Festival Performance of the Year Award Nominated — Academy Award for Best Actor Nominated — BAFTA Award for Best Actor in a Leading Role Nominated — Broadcast Film Critics Association Award for Best Actor Nominated — Chicago Film Critics Association Award for Best Actor Nominated — Chlotrudis Award for Best Actor Nominated — Independent Spirit Award for Best Male Lead Nominated — Inside Film Award for Best Actor Nominated — Golden Globe Award for Best Actor - Motion Picture Drama Nominated — London Film Critics' Circle Award for Actor of the Year MTV Movie Awards (Best Kiss, shared with Jake Gyllenhaal) Nominated — Online Film Critics Society Award for Best Actor Nominated — Screen Actors Guild Award for Outstanding Performance by a Male Actor in a Leading Role Nominated — Screen Actors Guild Award for Outstanding Performance by a Cast in a Motion Picture Nominated — Satellite Award for Best Actor - Motion Picture Drama Nominated — Washington DC Area Film Critics Association Award for Best Actor |
| 2006 | Candy                               | Dan                                                              | Nominated — Australian Film Institute Award for Best Actor in a Leading Role Nominated — Inside Film Award for Best Actor Nominated — Film Critics Circle Award for Best Actor |
| 2007 | I'm Not There                       | Robbie Clark                                                     | 2007 Independent Spirit Robert Altman Award — Shared with cast and crew |
| 2008 | The Dark Knight                     | Joker                                                            | Academy Award for Best Supporting Actor Australian Film Institute International Award for Best Actor Boston Society of Film Critics Award for Best Supporting Actor BAFTA Award for Best Actor in a Supporting Role Broadcast Film Critics Association Award for Best Supporting Actor Central Ohio Film Critics Association Award for Best Supporting Actor Chicago Film Critics Association Award for Best Supporting Actor Dallas-Fort Worth Film Critics Association Award for Best Supporting Actor Florida Film Critics Circle Award for Best Supporting Actor Golden Globe Award for Best Supporting Actor - Motion Picture GQ Australia Men of the Year Awards (Best Actor) Iowa Film Critics Award for Best Supporting Actor Kansas City Film Critics Circle Award for Best Supporting Actor Las Vegas Film Critics Society Award for Best Supporting Actor Los Angeles Film Critics Association Award for Best Supporting Actor MTV Movie Award for Best Villain Online Film Critics Society Award for Best Supporting Actor People's Choice Award for Best Ensemble Cast People's Choice Award for Best On-Screen Match-Up (shared with Christian Bale) Phoenix Film Critics Society Award for Best Supporting Actor San Francisco Film Critics Circle Award for Best Supporting Actor Saturn Award for Best Supporting Actor Scream Award for Best Fantasy Actor Scream Award for Best Villain Scream Award for Best Line "I believe that whatever doesn't kill you makes you stranger." Screen Actors Guild Award for Outstanding Performance by a Male Actor in a Supporting Role Southeastern Film Critics Association Award for Best Supporting Actor Toronto Film Critics Association Award for Best Supporting Actor Washington DC Area Film Critics Association Award for Best Supporting Actor Nominated — Broadcast Film Critics Association Award for Best Cast Nominated — London Film Critics' Circle Award for Actor of the Year Nominated — Satellite Award for Best Supporting Actor - Motion Picture Nominated — MTV Movie Award for Best Fight (shared with Christian Bale) |
| 2009 | The Imaginarium of Doctor Parnassus | Tony                                                             | |

### Ca nhạc
- (2006) "Cause an Effect" and "Seduction is Evil (She's Hot)", songs by N'fa, videos directed by Ledger.
- (2006) "Morning Yearning," song by Ben Harper, video directed by Ledger.
- (2007) "Black Eyed Dog," song written by Nick Drake (1948–1974), video directed by and featuring Ledger.[7]
- (2009) "King Rat", song by Modest Mouse and conceived by Ledger.[8][9]